# Jonathan Brown (australisk fotboll)

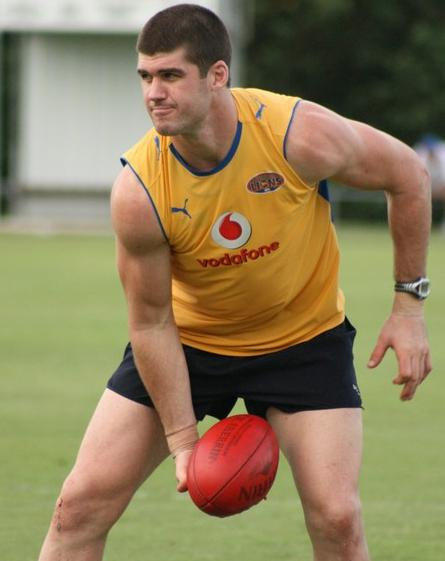
Jonathan Brown

Jonathan Brown, född den 29 oktober 1981, är en spelare inom australisk fotboll som spelar för Brisbane Lions i Australian Football League. Han har bland annat blivit utvald till All Australian (2007 och 2009).